# صورتم را نمی‌توانم حس کنم
«صورتم را نمی‌توانم حس کنم» تک‌آهنگی از هنرمند اهل کانادا د ویکند است که در ۸ ژوئن ۲۰۱۵ منتشر شد.
این تک‌آهنگ در چارت‌های کانادا، ایرلند، دانمارک، نیوزلند در رتبه اول و در چارت‌های ایتالیا، اسکاتلند، فرانسه، نروژ، سوئد، استرالیا، سوئیس، بریتانیا جزو ده ترانه اول قرار گرفت.